# Lord British
Lord Cantabrigian British es el nombre del gobernador de Britannia, reino del mundo ficticio de Sosaria, creado por Richard Garriott para su serie de videojuegos llamada Ultima. Lord British es también el nickname del mismo Garriott.

## Orígenes
En el mundo real, Richard Garriot (nacido en Gran Bretaña, pero criado en los Estados Unidos) adquiere el nickname de "Lord British" de unos estudiantes mayores cuando era adolescente en su escuela. Ellos decían que hablaba con un acento británico. Garriot lanzó unos primeros juegos, tales como Akalabeth, bajo ese nombre y ocasionalmente apareció en Ultima Online jugando como Lord British. Él aún es conocido como Lord British aun después de su partida del equipo de desarrolladores de Ultima, Origin Systems: Garriott retuvo los derechos registrados del nombre Lord British con sus símbolos asociados, y ha sugerido que el personaje aparecerá en su nuevo juego, Tabula Rasa.
Algunos alegan que cuando Garriot participaba en un campamento de computación siendo niño, sus compañeros entraron a su habitación y le saludaron con un "Hey", a lo que él contestó "Hello". Los otros compañeros del campamento opinaban que sólo los británicos decían "hello", así que le pusieron el sobrenombre de "British". El prefijo Lord fue añadido durante su período de director de juego en el juego de rol Dungeons & Dragons.

## Orígenes del Personaje
Ni el Avatar ni Lord British nacieron en Sosaria, sino que llegaron de la Tierra via los portales lunares. El nombre Cantabrigian British es tomado de su lugar de nacimiento, Cambridge en el Reino Unido. El nombre le fue dado por su amigo Shamino, y más tarde Cantabrigian British decidió dejar su antiguo nombre en favor del nuevo.
Cuando British llegó a Sosaria, el malvado hechicero llamado Mondain todavía era joven. Ellos sostuvieron una batalla épica dentro de lo profundo del laberinto de calabozos, de donde British, el "Campeón de la Luz Blanca", salió victorioso, alejando a Mondain de su reino, y de esta manera recibió el título de "Lord British, Protector de Akalabeth". Mondain estuvo buscando venganza en Ultima I. El extraño (que se convertiría en el Avatar) se ocupó de Mondain esta vez, pero tres cuartas partes del mundo misteriosamente desaparecieron por causas desconocidas.
Numerosas tramas y aventuras secundarias en los juegos Ultima giran alrededor de una de la aventuras de Lord British o sus proyectos de trabajos públicos. Él tiene un papel clave en la fundación del Museo, el Conservatorio e innumerables instituciones de la sociedad de Britannia.

## En la serieUltima
En la serie Ultima, Lord British reina desde su trono dentro del Castillo Britannia, y continuamente provee de sanación, resurrección y otras ayudas misceláneas para el Avatar (el personaje principal) y para su grupo de aventuras. En los tres primeros juegos Ultima, British cobraba una significativa suma de dinero por sus servicios, pero los proveería gratis desde Ultima IV en adelante.
A lo largo de la serie Ultima, Lord British nunca deja su castillo, excepto en Ultima V, donde su ausencia constituye la parte principal de la historia, y al final de Ultima VI, cuando usa un portal lunar rojo para viajar a la Isla del Avatar. En vez de eso, él cuenta con héroes como el Avatar para que vayan y corrijan las varias crisis que surgen en Britannia. En Ultima IX, el Guardián comenta este comportamiento, acusando a Lord British de estar escondiéndose siempre en su castillo mientras su tierra sufre. En el clímax del mismo juego, Lord British finalmente se aventura fuera de los confines de su castillo para ayudar al Avatar en un enfrentamiento final con Lord Blackthorn.

## Asesinato de Lord British
Una de las características más famosas de Lord British es que se supone que es indestructible. En cada juego Ultima en el que ha aparecido, él ha sido diseñado para que no pueda ser asesinado por el personaje del jugador. Sin embargo, hay formas de que un jugador "vea más allá" y lo asesine.
- Durante una aparición en la prueba beta de Ultima Online el 8 de agosto de 1997, el personaje de un jugador conocido como Rainz lanzó un hechizo llamado "campo de fuego" sobre Lord British que sorprendentemente lo mató. De acuerdo con Starr Long, todo eso fue un error humano: el personaje de Lord British, como otros, había sido hecho invulnerable, pero debido al diseño la invulnerabilidad no persistió en otras varias sesiones de juego. Poco antes del incidente, el servidor había colapsado, y Richard Garriot había olvidado encender la bandera de invulnerabilidad cuando reingresó otra vez.[1] Poco después la cuenta de Rainz fue inhabilitada de la prueba beta por aprovecharse previamente de algunos bugs, en vez de reportarlos (infamemente utilizó su personaje Aquaman para matar muchos personajes de jugadores). De acuerdo con Origin, él no fue inhabilitado por el asesinato, sino por las anteriores quejas contra su cuenta que fueron traídas a la luz como resultado de esta atención.[2]

- En Ultima I y II, Lord British no es realmente invencible, simplemente tiene un mayor número de puntos de vida, haciendo improbable que el jugador sea capaz de asesinarlo antes que él o sus guardias maten al jugador. Sin embargo, si los jugadores son suficientemente poderosos (como cuando está al final del juego), deberían ser capaces de vencer a British siempre que tengan la paciencia de seguir golpeándolo hasta que muera.

- En Ultima III, Lord British era invencible en combate. Sin embargo, podía ser asesinado por el cañón de un barco. De tal modo que, para asesinarlo, todo lo que el jugador debía hacer era robar uno de los barcos del Castillo, atraer a British a él (matando algunos civiles), y luego dispararle con el cañón hasta que se desintegrara.

- En Ultima IV, Lord British era más o menos invencible. Sin embargo, un jugador podía lanzar un hechizo para crear un campo de lava que dañara ligeramente a Lord British. Con suficiente paciencia y arrastrándolo adelante y atrás, Lord British podía ser asesinado. Para apresurar este proceso, ten un personaje que inicie batalla con Lord British de modo que no se moverá. Lanza el campo de lava en la parte superior de Lord British, luego lanza campos de rayos en los cuatro cuadros que están inmediatamente sobre, debajo, a la izquierda y a la derecha de él (un campo de rayos será lanzado en la parte superior de tu personaje en batalla - eso está bien). Ahora mueve ese personaje fuera del campo de rayos. Lord British ya no se podrá mover, y se dañará en cada vuelta. Haz que todos los miembros de tu grupo huyan excepto uno, luego <BARRA ESPACIADORA> para pasar los turnos hasta que muere (tomará mucho tiempo). También era posible dañarlo suficientemente con el hechizo 'Temblor' que lo haría huir, aunque esto requiere algo de suerte (dependiendo sobre todo, entre otras cosas, qué número al azar de puntos de vida le sea asignado cuando comienza la batalla).

- En Ultima VI, Lord British fue largamente invulnerable a las armas y a la magia. Sin embargo, hay al menos cuatro formas con las que se le puede asesinar: 
  - Si el jugador arrastra una trampa venenosa hacia el trono de British, y luego la detonara, British estaría envenenado y lentamente perdería salud hasta que moriría.
  - Mientras duerme puede ser asesinado con una espada de cristal, una poderosa arma que mata casi todo en un golpe y se destruye en el proceso.
  - Llenando el salón del trono de Lord British con barriles de pólvora, encender uno, y estando cerca de las explosiones será suficiente para asesinarlo.
  - Es posible además encerrar a British dentro de objetos que bloqueen el paso -como cajas-, clonarlo (haciendo que en el espacio bloqueado haya varios British) y lanzarles, por ejemplo, una flecha. Esto hará que empiecen a luchar entre ellos -lo cual eventualmente causará la muerte del verdadero.

- En Ultima VII, un huevo de Pascua permite asesinar a British. Si el jugador hace doble-click en la placa dorada que está sobre la puerta del castillo justo cuando British está parado debajo de ella, la placa caerá en su cabeza. Esto fue inspirado por un incidente ocurrido en el edificio de Origin: una barra de metal, donde el magneto de la puerta se afirmaba, cayó sobre la cabeza de Garriot, justificando una visita al hospital. Uno de los personajes dice "Yancey-Hausman will pay!" (¡Yancey-Hausam lo pagará!), en referencia directa al propietario y casero del edificio.[3] British también podía ser asesinado con La Espada Negra encontrada en el expansion pack del juego, La Forja de la Virtud.

- Otro huevo de Pascua permite al jugador asesinar a British en Ultima IX. Cuando comienza el juego en la casa del Avatar, es posible que el jugador prepare un pedazo de pan envenenado. Si este pan es llevado a Britannia y cambiado por la comida de Lord British, lo comerá. El veneno no lo mata, pero se lleva su invencibilidad supernatural, permitiendo al jugador acuchillarlo hasta la muerte.